# Baraúna (kommun i Brasilien, Rio Grande do Norte, lat -4,97, long -37,52)
Baraúna är en kommun i Brasilien.   Den ligger i delstaten Rio Grande do Norte, i den östra delen av landet, 1 700 km nordost om huvudstaden Brasília. Antalet invånare är 24 187.
Följande samhällen finns i Baraúna:
- Baraúna

Omgivningarna runt Baraúna är huvudsakligen savann. Runt Baraúna är det ganska tätbefolkat, med 104 invånare per kvadratkilometer.